# Оставайся голодным
Оставайся голодным (англ. Stay Hungry) — кинофильм. Вышел на экраны 23 апреля 1976.
Слоган фильма «Оставайся голодным»: «If you’ve got an appetite for life»
Режиссёр — Боб Рейфелсон. Фильм снят в жанре драматической комедии.
В ролях — Салли Филд, Джеф Бриджес, Арнольд Шварценеггер, Конрад Рафилд, Скатман Кротэрз, Роберт Энглунд. За роль Джо Санто Шварценеггеру была вручена награда «Золотой глобус» как самому многообещающему актёру.

## Сюжет
Крейг Блейк молодой человек без определенных занятий. Получив наследство после смерти родителей, он прожигает жизнь, проводя время в развлечениях в большой семейной усадьбе в Бирмингеме (Алабама). Его единственная не слишком напрягающая работа проходит в сомнительной инвестиционной фирме. Очередная сделка фирмы связана с приобретением тренажерного зала, который затем планируется снести под офисное здание.
Крейг отправляется осмотреть приобретение, осторожно прощупать почву и, неожиданно, открывает для себя новый мир и новых друзей. Крейг знакомится с бодибилдером Джоем Санто, который готовится к выступлению на конкурсе Мистер Вселенная. Застенчивый, немного наивный атлет увлекается также игрой на скрипке. Крейг приглашает его сыграть на корпоративной вечеринке, но выступление заканчивается пьяным скандалом. Романтический интерес Крейга привлекает симпатичная девушка из приемной спортзала Мэри Тейт, в прошлом состоявшая в отношениях с Джоем. Отношения с ними складываются сложно. После вечеринки они ссорятся. Крейг меняет своё решение и больше не собирается покупать зал. Хозяин инвестиционной фирмы Джейб любой ценой хочет приобрести зал и пытается подкупить хозяина Тора Эриксена проститутками и наркотиками. Оргия заканчивается тем, что пропадают деньги из призового фонда соревнования, к которым готовился Джой. Возмущенные бодибилдеры высыпают из конкурсного зала и выбегают на улицы, развлекая прохожих.
Все заканчивается тем, что Крейг уходит из инвестиционной фирмы и собирается вместе с Джоем содержать тренажерный зал. Он также восстанавливает отношения с Мэри Тейт.

## В ролях
- Джефф Бриджес — Крейг Блейк
- Арнольд Шварценеггер — Джой Санто
- Салли Филд — Мэри Тейт
- Роберт Армстронг — Тор Эриксен
- Роберт Инглунд — Фрэнклин
- Хелена Каллианиотис — Анита
- Скэтмэн Крозерс — Уильям
- Фэнни Флэгг — Эми
- Джоанна Кэссиди — Зоуи
- Эд Бегли — Лестер
- Джо Спинелл — Джейб

## В культуре
В честь фильма назван музыкальный альбом Stay Hungry группы Twisted Sister. Впоследствии Шварценеггер использовал песню «We’re Not Gonna Take It» с этого альбома в своей предвыборной кампании.